# USS LST-386
O USS LST-386 foi um navio de guerra norte-americano da classe LST que operou durante a Segunda Guerra Mundial.